# مرتع سویوخ بولاغ

سویوخ بولاغ مرتعی بسیار سرسبز و دارای آب و علف فراوان است. این مرتع در استان آذربایجان شرقی و در شهرستان اسکو و جزء مراتع روستای تاریخی مجارشین بشمار می‌آید. مرتع سویوخ بولاغ در یک منطقه کوهستانی و ییلاقی واقع شده‌است و به دلیل رطوبت زیاد و همچنین بارش برف و باران زیاد، باعث شده با وجود چرای دام زیاد باز هم از آب و علف زیادی برخوردار باشد. در این مرتع همچنین تعدادی چشمه آب وجود دارد.

## پیشینه و اختلافات

در مورد پیشینه سویوخ بولاغ تا بدین حد می‌توان بیان کرد که این مرتع جزء مراتع روستای متروکه ای تحت عنوان "هوشنه" به‌شمار می‌رفت. بعد از متروکه گشتن این روستا که تخمین زده می‌شود حدوداً ۱۵۰ سال پیش اتفاق افتاده اراضی، مزارع و مراتع آن بین روستاهای اطراف تقسیم شد و مرتع سویوخ بولاغ هم که جزئی از این مراتع بود به روستای مجارشین تعلق گرفت.
این مرتع چون در مرز بین روستای مجارشین و جراغیل قرار داشت بر سر آن اختلافاتی بین این دو روستا به وجود آمد. این اختلافات که تا به حال ادامه داشته علاوه بر این که باعث کشته و زخمی شدن چندین نفر شده، هزینه‌های بسیار زیادی هم برای اهالی این روستاها داشته که نتیجه آن مهاجرت تعدادی از اهالی این روستاها و عقب ماندگی‌های اقتصادی زیادی نسبت به روستاهای اطراف داشته باشند.